# Chiesa dell'Annunciazione (Nizza)
La chiesa dell'Annunciazione (Église de l'Annonciation in francese), meglio conosciuta come chiesa di Santa Rita, è un edificio di culto cattolico situato in rue de la Poissonerie, nel centro storico della città francese di Nizza. È stata classificata monumento storico il 3 febbraio 1942.

## Storia
Nel X secolo i benedettini costruirono nel luogo occupato dall'attuale chiesa una piccola cappella. Nel XVI secolo subentrarono alla gestione dell'edificio i carmelitani che nel 1604 fondarono la confraternita di Nostra Signora del Monte Carmelo. Negli anni seguenti, al fine di ampliare la chiesa e costruire un convento, i religiosi acquisirono una serie di edifici circostanti salvo la loggia comunale, eretta nel 1584.
Tra il 1677 ed il 1690 la cappella venne ampliata e completamente rifatta in stile barocco, mentre tra il 1740 ed il 1741 fu innalzato il campanile. Nel 1834 la chiesa, allora dedicata a San Giacomo, venne danneggiata da un incendio. Fu successivamente affidata dagli Oblati di Maria Vergine che la restaurarono e la intitolarono all'Annunciazione. Nel 1934 padre Andrea Bianco introdusse il culto di Santa Rita da Cascia.

## Descrizione
L'interno della chiesa presenta una navata unica conclusa da un arco che introduce il coro ed un emiciclo, quest'ultimo sormontato da una semi-cupola.